# カリブソング
カリブソング（欧字名:Carib Song、1986年4月13日 - 1994年10月20日）は、日本の競走馬。主な勝ち鞍に1990年のフェブラリーハンデキャップ、1991年の目黒記念、金杯（東）、1994年のブリーダーズゴールドカップ。1990年の最優秀ダートホースに選出された。

## 経歴

### 生い立ち
1986年、北海道門別町の野島牧場に生まれる。父は数々の活躍馬を輩出していたマルゼンスキー。母は地方競馬の南関東や東海地区で走り、12勝を挙げたエスプリディア。叔父にはチェリーリュウ、リンドプルバンといった中央の活躍馬がいた。
野島牧場々主の野島春男はかつて公営・名古屋競馬場で調教師を務め、競走馬時代のエスプリディアも手掛けており、繁殖牝馬としても大きな期待を寄せていた。しばらくは無難な種牡馬と交配させて様子を見たのち「そろそろ良い馬を出しそうだ」というタイミングでマルゼンスキーを交配し誕生したのが本馬であった。育成段階から評判となっており、野島は馬主への売却に際して「重賞の一つや二つは勝てますよ」と申し添えたという。
競走年齢に達した1988年秋、茨城県美浦トレーニングセンターの加藤修甫厩舎に入る。調教で騎乗した栗原敏男（後に担当厩務員）は、馬体の良さと乗り味の良さに「これは相当な馬が入ってきたと思った」と述懐している。なお、後にカリブソングは調教で極めて動きの良い馬として知られるようになり、併走での調教のとき適当なパートナーが見つからないため、カリブソング1頭に対して複数の馬がリレー方式で併せるという光景が美浦トレセン北馬場の名物となった。

### 戦績
12月3日、中山開催の新馬戦でデビューし、3着となる。周囲を気にする様子があったことから2戦目にはブリンカーを着用して臨み、逃げ切りでの初勝利を挙げた。しかし以後も競走に集中できなかったり、調教で放馬して柵に衝突するなど気性面の問題を抱え、続く勝利のないまま翌1989年2月に5戦目を消化した時点で放牧に出された。加藤は当時のカリブソングについて「相手に負けるというよりも、自分に負けていた馬」と評している。
秋に帰厩してからは気性面にいくらかの改善が見られ、復帰初戦を勝利。続く2戦を3、2着としてから、以後年を跨いで3連勝を挙げた。2月にはフェブラリーハンデキャップで重賞に初出走。61.5キログラムの斤量を負う前年の最優秀ダートホース・ダイナレターを抑えて1番人気に支持されると、好位から最後の直線で抜け出して重賞初勝利を挙げた。続くマーチステークスで2着となってから笹針を打つため放牧に出され、秋の復帰戦オールカマーで芝の重賞に初出走するも7着。その後ダートに戻ってオープン特別競走を連勝し、年末にはウインターステークスに出走。1番人気に支持されたが、最後の直線で前の馬が壁になる場面もあり、先に抜け出したナリタハヤブサを半馬身とらえきれず2着となった。このとき、同馬の調教師である中尾謙太郎、騎手の横山典弘はいずれも「まさかカリブソングに勝てるとは」というコメントを残している。当年はこれが最後の出走となったが、年度表彰では180票中157票を集め、最優秀ダートホースに選出された。
翌1991年は、年初開催に行われる芝の重賞・日刊スポーツ賞金杯から始動。59キログラムという斤量で5番人気の評価だったが、残り200メートル付近で一気に抜け出し、2着に2馬身半差を付けて勝利。加藤は「今までの成績からダート馬のイメージが強かったが、私自身芝でも走れると思っていました」と語り、騎乗した柴田政人は「これで芝の目途もたったし、ダート馬のイメージも払拭できた」と語った。以後は芝路線を進み、続くアメリカジョッキークラブカップでの2着を経て、2月の目黒記念では出走馬中最高重量の60.5キログラムを背負い勝利した。日経賞2着を経て天皇賞（春）でGI競走に初出走したが、10着と敗れ放牧に出される。
秋は毎日王冠4着を経て、天皇賞（秋）に出走。外枠に入った1番人気のメジロマックイーンがスタート直後に一気に内側へ進路を取って馬群が混乱したが、カリブソングは不利を被ることなくレースを進め、2位入線のプレクラスニーから4分の3馬身差で3位に入線。1位入線馬メジロマックイーンがスタート直後の斜行のかどで18着へ降着となったことから、繰り上がりの2着となった。厩務員の栗原は勝利の自信を抱いていたというが、調教で見せていた気を抜く悪癖をここでも出していたとして、「必ず勝負所で手応えが悪くなっていた。それでまた伸びるところがこの馬のいいところではあったのだけれど、やはり一線級に入ったとき、弱点にはなる。結果2着に繰り上がったわけだが、その後のことを考えても、あれが精一杯だったのかもしれない」と述べている（競走詳細）。
その後に出走したGI競走のジャパンカップと有馬記念は10着、11着と敗れ、翌1992年以降も勝利から遠ざかる。重い斤量を負わされることが多かったため1993年4月に出走した大井の帝王賞以降は「同じ斤量なら対戦相手のレベルを落とす」という方針でローテーションが組まれた。同競走に続いて出走した新潟大賞典の後に屈腱炎を発症。8歳と引退も視野に入る年齢だったが、加藤は「もうひと花」を期して現役続行を選択し、カリブソングは長期休養に入った。復帰戦となった翌年の帝王賞ではスタートで躓きながらも5着。その後の3戦も勝てないながら1着と差のない競馬を続けた。そして10月10日、道営競馬の第6回ブリーダーズゴールドカップに出走。スタート直後から逃げを打つと、道営代表ササノコバンの追走を1馬身弱抑え、目黒記念以来約3年半ぶりの勝利を挙げた。しかし、そのブリーダーズゴールドカップから10日後の10月20日、アルゼンチン共和国杯に向けた調教中にゴール板を過ぎた第1コーナー付近で突如転倒。診療所に運ばれたが、急性心不全のため死亡した。9歳没。

## 競走成績
以下の内容は、netkeiba.com、JBISサーチに基づく。
| 年月日     | 競馬場   | 競走名             | 格   | 距離（馬場）  | 頭 数 | 枠 番 | 馬 番 | オッズ（人気） | 着順 | タイム （上り3F/4F） | 着差 | 騎手     | 斤量 （kg） | 勝ち馬/（2着馬）       |
| ---------- | -------- | ------------------ | ---- | ------------- | ----- | ----- | ----- | -------------- | ---- | -------------------- | ---- | -------- | ----------- | ---------------------- |
| 1988.12.03 | 中山     | 3歳新馬            |      | 芝2000m（良） | 11    | 2     | 2     | 01.4（1人）    | 3着  | 2:07.2 (36.3)        | -1.0 | 中舘英二 | 54          | ユーワベティ           |
| 0000.12.24 | 中山     | 3歳新馬            |      | 芝1800m（良） | 16    | 7     | 14    | 02.0（1人）    | 1着  | 1:50.9 (38.1)        | -0.1 | 蛯沢誠治 | 54          | （アンカー）           |
| 1989.01.15 | 中山     | 4歳400万下         |      | ダ1800m（良） | 9     | 8     | 9     | 01.6（1人）    | 3着  | 1:56.4 (41.8)        | -0.3 | 蛯沢誠治 | 55          | リキサンロイヤル       |
| 0000.02.05 | 東京     | カトレア賞         | 400  | ダ1600m（良） | 6     | 3     | 3     | 04.3（2人）    | 3着  | 1:41.3 (48.8)        | -0.5 | 蛯沢誠治 | 55          | ドースクダイオー       |
| 0000.02.25 | 中山     | 4歳400万下         |      | ダ1800m（不） | 9     | 7     | 7     | 02.9（2人）    | 5着  | 1:54.8 (41.2)        | -1.8 | 中舘英二 | 55          | フブキオウ             |
| 0000.09.09 | 中山     | 鹿島灘特別         | 400  | ダ1800m（良） | 10    | 3     | 3     | 04.0（1人）    | 1着  | 1:51.9 (36.1)        | -0.0 | 柴田政人 | 55          | （バロックスキー）     |
| 0000.09.30 | 中山     | 4歳上900万下       |      | 芝1800m（良） | 6     | 6     | 6     | 02.3（1人）    | 3着  | 1:50.6 (34.9)        | -0.4 | 柴田政人 | 55          | インターストレッチ     |
| 0000.10.22 | 東京     | 晩秋特別           | 900  | ダ1600m（良） | 12    | 6     | 7     | 08.0（4人）    | 2着  | 1:38.1 (49.3)        | -0.1 | 中舘英二 | 55          | グローリーアゲン       |
| 0000.11.04 | 東京     | 昇仙峡特別         | 900  | ダ1600m（良） | 13    | 3     | 3     | 02.7（1人）    | 1着  | 1:37.3 (49.5)        | -0.8 | 柴田政人 | 55          | （ウメノアクティブ）   |
| 0000.12.09 | 中山     | 市川S              | 1400 | ダ1800m（良） | 13    | 4     | 4     | 02.4（1人）    | 1着  | 1:52.9 (38.0)        | -0.2 | 柴田政人 | 54          | （タケデンマンゲツ）   |
| 1990.01.06 | 中山     | ガーネットS        | OP   | ダ1800m（良） | 11    | 1     | 1     | 03.9（3人）    | 1着  | 1:52.7 (36.9)        | -0.2 | 柴田政人 | 55          | （レインボーアカサカ） |
| 0000.01.28 | 東京     | 銀嶺S              | OP   | ダ1400m（良） | 14    | 7     | 11    | 02.9（1人）    | 2着  | 1:23.9 (48.3)        | -0.1 | 柴田政人 | 56          | ダイナレター           |
| 0000.02.17 | 東京     | フェブラリーH      | GIII | ダ1600m（不） | 15    | 3     | 5     | 02.8（1人）    | 1着  | 1:36.7 (48.6)        | -0.2 | 柴田政人 | 57          | （ワンダーテイオー）   |
| 0000.03.24 | 中山     | マーチS            | OP   | 芝1600m（良） | 12    | 8     | 12    | 07.7（3人）    | 2着  | 1:35.1 (35.2)        | -0.2 | 柴田政人 | 58          | ケープポイント         |
| 0000.09.16 | 中山     | オールカマー       | GIII | 芝2200m（重） | 17    | 2     | 4     | 07.7（3人）    | 7着  | 2:14.0 (37.6)        | -0.2 | 柴田政人 | 57          | ラケットボール         |
| 0000.10.13 | 東京     | 神無月S            | OP   | ダ1600m（稍） | 14    | 5     | 7     | 01.7（3人）    | 1着  | 1:35.5 (36.2)        | -0.4 | 柴田政人 | 58          | （ヒシノスープラ）     |
| 0000.11.10 | 京都     | アンドロメダS      | OP   | ダ1800m（重） | 14    | 3     | 4     | 01.9（1人）    | 1着  | 1:49.8 (48.7)        | -0.4 | 柴田政人 | 59          | （ギンザロード）       |
| 0000.12.16 | 中京     | ウインターS        | GIII | ダ2300m（良） | 15    | 3     | 5     | 01.6（1人）    | 2着  | 2:25.4 (37.6)        | -0.1 | 柴田政人 | 59          | ナリタハヤブサ         |
| 1991.01.05 | 中山     | 金杯（東）         | GIII | 芝2000m（良） | 12    | 6     | 7     | 07.1（5人）    | 1着  | 2:00.4 (36.1)        | -0.4 | 柴田政人 | 59          | （ハッピーシャトー）   |
| 0000.01.20 | 中山     | AJCC               | GII  | 芝2200m（良） | 10    | 7     | 8     | 04.7（3人）    | 2着  | 2:14.0 (35.4)        | -0.2 | 柴田政人 | 58          | メジロモントレー       |
| 0000.02.17 | 東京     | 目黒記念           | GII  | 芝2500m（稍） | 13    | 1     | 1     | 06.5（3人）    | 1着  | 2:34.8 (36.1)        | -0.1 | 柴田政人 | 60.5        | （トーワタケシバ）     |
| 0000.03.31 | 中山     | 日経賞             | GII  | 芝2500m（不） | 10    | 4     | 4     | 01.4（1人）    | 2着  | 2:38.9 (38.0)        | -0.1 | 柴田政人 | 58          | キリサンシー           |
| 0000.04.28 | 京都     | 天皇賞（春）       | GI   | 芝3200m（良） | 18    | 3     | 5     | 14.7（4人）    | 10着 | 3:20.6 (48.9)        | -1.8 | 柴田政人 | 58          | メジロマックイーン     |
| 0000.10.06 | 東京     | 毎日王冠           | GII  | 芝1800m（稍） | 13    | 6     | 9     | 10.3（7人）    | 4着  | 1:46.7 (35.9)        | -0.6 | 柴田政人 | 58          | プレクラスニー         |
| 0000.10.27 | 東京     | 天皇賞（秋）       | GI   | 芝2000m（不） | 18    | 7     | 14    | 11.6（4人）    | 2着  | 2:04.0 (38.1)        | -0.1 | 柴田政人 | 58          | プレクラスニー         |
| 0000.11.24 | 東京     | ジャパンC          | GI   | 芝2400m（良） | 15    | 5     | 8     | 25.7（9人）    | 10着 | 2:26.1 (35.9)        | -1.4 | 柴田政人 | 57          | ゴールデンフェザント   |
| 0000.12.22 | 中山     | 有馬記念           | GI   | 芝2500m（良） | 15    | 8     | 14    | 23.5（6人）    | 11着 | 2:32.0 (37.0)        | -1.4 | 柴田政人 | 56          | ダイユウサク           |
| 1992.01.26 | 中山     | AJCC               | GII  | 芝2200m（良） | 11    | 1     | 1     | 07.5（4人）    | 3着  | 2:13.1 (35.3)        | -0.3 | 中舘英二 | 59          | トウショウファルコ     |
| 0000.02.23 | 東京     | 目黒記念           | GII  | 芝2500m（良） | 6     | 3     | 3     | 04.2（3人）    | 3着  | 2:33.1 (36.3)        | -0.5 | 柴田政人 | 60.5        | ヤマニングローバル     |
| 0000.03.22 | 中山     | 日経賞             | GII  | 芝2500m（重） | 11    | 6     | 6     | 04.9（3人）    | 2着  | 2:38.7 (38.3)        | -0.4 | 柴田政人 | 58          | メジロライアン         |
| 0000.09.20 | 中山     | オールカマー       | GIII | 芝2200m（良） | 14    | 6     | 10    | 07.5（2人）    | 7着  | 2:13.1 (36.5)        | -1.0 | 柴田政人 | 56          | イクノディクタス       |
| 0000.11.01 | 東京     | 天皇賞（秋）       | GI   | 芝2000m（良） | 18    | 5     | 9     | 32.1（9人）    | 16着 | 2:00.3 (38.4)        | -1.7 | 安田富男 | 58          | レッツゴーターキン     |
| 0000.11.15 | 東京     | 富士S              | OP   | 芝1800m（良） | 6     | 2     | 2     | 07.3（4人）    | 3着  | 1:48.3 (34.9)        | -0.7 | 安田富男 | 57          | シンコウラブリイ       |
| 0000.12.13 | 中京     | 愛知杯             | GIII | 芝2000m（稍） | 11    | 8     | 10    | 10.2（5人）    | 2着  | 2:02.6 (35.6)        | -0.1 | 安田富男 | 59.5        | ヌエボトウショウ       |
| 1993.01.05 | 中山     | 金杯（東）         | GIII | 芝2000m（良） | 13    | 5     | 7     | 12.9（7人）    | 2着  | 2:00.5 (36.5)        | -0.0 | 安田富男 | 59.5        | セキテイリュウオー     |
| 0000.01.26 | 中山     | AJCC               | GII  | 芝2200m（稍） | 9     | 8     | 8     | 11.7（5人）    | 6着  | 2:16.2 (37.6)        | -1.2 | 安田富男 | 60          | ホワイトストーン       |
| 0000.03.21 | 中山     | 日経賞             | GII  | 芝2500m（良） | 12    | 8     | 12    | 19.8（6人）    | 8着  | 2:36.7 (35.5)        | -0.9 | 安田富男 | 58          | ライスシャワー         |
| 0000.04.12 | 大井     | 帝王賞             |      | ダ2000m（良） | 16    | 4     | 8     | 00.0（1人）    | 4着  | 2:05.6               | -0.1 | 安田富男 | 55          | ハシルショウグン       |
| 0000.05.16 | 新潟     | 新潟大賞典         | GIII | 芝2200m（良） | 14    | 1     | 1     | 12.9（5人）    | 7着  | 2:14.3 (37.4)        | -0.8 | 蛯沢誠治 | 60          | ハシノケンシロウ       |
| 1994.04.12 | 大井     | 帝王賞             |      | ダ2000m（良） | 16    | 5     | 9     | 00.0（9人）    | 5着  | 2:04.9               | -0.2 | 安田富男 | 55          | スタビライザー         |
| 0000.06.11 | 東京     | エプソムC          | GIII | 芝1800m（良） | 14    | 5     | 8     | 12.0（6人）    | 7着  | 1:47.8 (34.5)        | -0.3 | 安田富男 | 58.5        | ワコーチカコ           |
| 0000.06.25 | 中京     | テレビ愛知オープン | OP   | 芝2000m（良） | 10    | 8     | 10    | 04.4（2人）    | 3着  | 2:00.0 (36.1)        | -0.3 | 中舘英二 | 56          | トミシノポルンガ       |
| 0000.07.24 | 新潟     | BSNオープン        | OP   | 芝1800m（良） | 10    | 2     | 2     | 05.9（3人）    | 4着  | 1:48.7 (35.4)        | -0.5 | 中舘英二 | 56          | フジヤマケンザン       |
| 0000.10.10 | 札幌(地) | ブリーダーズGC     | A    | ダ2400m（良） | 12    | 8     | 12    | 00.0（3人）    | 1着  | 2:33.4               | -0.1 | 安田富男 | 55          | ササノコバン           |

- 枠番・馬番の太字は単枠指定を示す。内容は日本中央競馬会『中央競馬全重賞競走成績 古馬関東編』（1997年）に基づく[14]。

## 血統表
| カリブソングの血統          | カリブソングの血統              | カリブソングの血統          | （血統表の出典）            | （血統表の出典） |
| 父系                        | ニジンスキー系                  | ニジンスキー系              | ニジンスキー系              | [ § 2 ]          |
| 父 マルゼンスキー 1974 鹿毛 | 父の父Nijinsky II 1967 鹿毛     | Northern Dancer             | Nearctic                    | Nearctic         |
| 父 マルゼンスキー 1974 鹿毛 | 父の父Nijinsky II 1967 鹿毛     | Northern Dancer             | Natalma                     |                  |
| 父 マルゼンスキー 1974 鹿毛 | 父の父Nijinsky II 1967 鹿毛     | Flaming Page                | Bull Page                   | Bull Page        |
| 父 マルゼンスキー 1974 鹿毛 | 父の父Nijinsky II 1967 鹿毛     | Flaming Page                | Flaring Top                 |                  |
| 父 マルゼンスキー 1974 鹿毛 | 父の母*シル Shill 1970 鹿毛     | Buckpasser                  | Tom Fool                    | Tom Fool         |
| 父 マルゼンスキー 1974 鹿毛 | 父の母*シル Shill 1970 鹿毛     | Buckpasser                  | Busanda                     |                  |
| 父 マルゼンスキー 1974 鹿毛 | 父の母*シル Shill 1970 鹿毛     | Quill                       | Princequillo                | Princequillo     |
| 父 マルゼンスキー 1974 鹿毛 | 父の母*シル Shill 1970 鹿毛     | Quill                       | Quick Touch                 |                  |
| 母 エスプリディア 1972 鹿毛 | 母の父*ナディア Nadir 1955 鹿毛 | Nasrullah                   | Nearco                      | Nearco           |
| 母 エスプリディア 1972 鹿毛 | 母の父*ナディア Nadir 1955 鹿毛 | Nasrullah                   | Mumtaz Begum                |                  |
| 母 エスプリディア 1972 鹿毛 | 母の父*ナディア Nadir 1955 鹿毛 | Gallita                     | Challenger                  | Challenger       |
| 母 エスプリディア 1972 鹿毛 | 母の父*ナディア Nadir 1955 鹿毛 | Gallita                     | Gallette                    |                  |
| 母 エスプリディア 1972 鹿毛 | 母の母ムーンクローバ 1965 鹿毛  | ハクリヨウ                  | *プリメロ                   | *プリメロ        |
| 母 エスプリディア 1972 鹿毛 | 母の母ムーンクローバ 1965 鹿毛  | ハクリヨウ                  | 第四バツカナムビユーチー    |                  |
| 母 エスプリディア 1972 鹿毛 | 母の母ムーンクローバ 1965 鹿毛  | ミスキンカ                  | *ヒンドスタン               | *ヒンドスタン    |
| 母 エスプリディア 1972 鹿毛 | 母の母ムーンクローバ 1965 鹿毛  | ミスキンカ                  | 第弐ミカヅキ                |                  |
| 母系(F-No.)                 | 6号族(FN:6-a)                   | 6号族(FN:6-a)               | 6号族(FN:6-a)               | [ § 3 ]          |
| 5代内の近親交配             | Nearco4×5、Menow5×5（父内）     | Nearco4×5、Menow5×5（父内） | Nearco4×5、Menow5×5（父内） | [ § 4 ]          |
| 出典                        | 1. 2. 3. 4.                     | 1. 2. 3. 4.                 | 1. 2. 3. 4.                 | 1. 2. 3. 4.      |

## 評価
- 20世紀の名馬大投票 - 第225位